# Manuel Mikus
Manuel Mikus (* 13. července 1999) je lichtenštejnský fotbalista, který hraje za klub SC Buochs a lichtenštejnský národní tým.

## Reprezentační kariéra
Je členem lichtenštejnské fotbalové reprezentace, debutoval 16. listopadu 2022 v přátelském utkání proti Gibraltaru. Mikus také odehrál 13 zápasů za Lichtenštejnsko U21.